# Brassic
Brassic è una serie televisiva britannica. Creata da Joseph Gilgun e Danny Brocklehurst nel 2019.
In Italia è pubblicata su Serially.

## Trama
Brassic segue le vicende di Vinnie O'Neill e dei suoi amici che vivono la loro vita nell'immaginaria cittadina inglese di Hawley. Il gruppo commette vari crimini per mantenere il denaro in tasca, ma con l'avanzare dell'età alcuni di loro iniziano a chiedersi se ci sia di più nella vita lontano dalla città.

## Episodi
| Stagione         | Numero episodi | Pubblicazione in Italia |
| ---------------- | -------------- | ----------------------- |
| Prima stagione   | 6              | 2021                    |
| Seconda stagione | 6              | inedita                 |
| Terza stagione   | 8              | inedita                 |
| Quarta stagione  | 8              | inedita                 |
| Quinta stagione  | 8 + 1          | inedita                 |

## Premi e riconoscimenti
RTS Craft & Design Awards
- 2019 - Picture Enhancement

Writers' Guild of Great Britain Awards
- 2020 - Best TV Situation Comedy